# Jeffrey Wammes
Jeffrey Wammes (Utrecht, 24 de abril de 1987) es un deportista neerlandés que compitió en gimnasia artística. Ganó dos medallas de bronce en el Campeonato Europeo de Gimnasia Artística, en los años 2005 y 2007, ambas en la prueba de salto de potro.

## Palmarés internacional
| Campeonato Europeo | Campeonato Europeo       | Campeonato Europeo | Campeonato Europeo |
| Año                | Lugar                    | Medalla            | Prueba             |
| ------------------ | ------------------------ | ------------------ | ------------------ |
| 2005               | Debrecen (Hungría)       | Medalla de bronce  | Salto de potro     |
| 2007               | Ámsterdam (Países Bajos) | Medalla de bronce  | Salto de potro     |